# Los Romanes
Los Romanes es una localidad española perteneciente al municipio de Viñuela, en la comarca de la Axarquía, provincia de Málaga.

## Datos básicos
- Habitantes: 373 (casco urbano) (año 2024)
- Genticilio: Romaneños
- Altitud: 465 m
- Latitud: 36°52'5.77 N
- Economía local: Agricultura, turismo, y construcción
- Cuenta con los siguientes servicios públicos:
  - Colegio público rural
  - Centro de adultos
  - Dependencias municipales (edif. ayuntamiento)
  - Consultorio médico (SAS)
  - Casa de la cultura (sala de exposiciones, y cursos)
  - Biblioteca pública municipal
  - Cooperativa aceitera Santa Teresa de Jesus
  - Gimnasio
  - Polideportivo
  - Piscina municipal (nueva construcción a las afueras del pueblo)
  - Parque municipal
  - Parque infantil
  - Gasolinera

## Historia
Tras los repartimientos en el siglo XVI, iniciada la reconquista por los Reyes Católicos, las Rozas de Vélez, quedó configurada por el asentamiento de numerosos cortijos, antes alquerías árabes, que convirtió a esta tierra alta de Vélez en zona cerealista, conociéndose entonces por el sobrenombre del "Granero de la Axarquía".
Entre aquellas entidades de población se encontraba el cortijo de Román, origen de la aldea y pueblo de Los Romanes, situado en un cerro de agradable vista sobre el embalse de la Viñuela. El pantano de la viñuela, a escasa distancia de esta población, se encuentra construido sobre el cauce del río Guaro y con aportaciones de los ríos Salia, Benamargosa, Bermuza, Rubite y el arroyo de la Madre del Llano de Zafarraya. Es el de mayor capacidad de la provincia de Málaga con 170 hectómetros cúbicos, para una cota máxima de embalse de 230 metros. Cubre el valle que separa a La Viñuela de Los Romanes. La superficie de cuenca regulada por el río Guaro es de 119 km². Sus aguas abastecen el riego del sur de la Axarquía y en caso de necesidad, de agua potable para Málaga capital.
Si algún día estas aguas se secan podríamos ver restos del diseminado que se extendía a lo largo del referido valle, por lo que sus habitantes tuvieron que marcharse, unas a la Viñuela y otras se asentaron en Los Romanes.
Es una pequeña localidad encaramada a 420 metros de altura, sobre un cerro situado al Oeste del Pantano de La Viñuela, del que se tiene una hermosa vista y frente al parque natural de Sierra Tejeda. Podemos visitar la Ermita de la Virgen de la Milagrosa, Museo de los Verdiales, y la almazara Santa Teresa de Jesús, que elabora y envasa el famoso aceite de oliva verdial.

## Turismo
El turismo en Los Romanes es muy frecuente por los extranjeros , normalmente de nacionalidad británica, alemana y francesa. A los turistas le gusta este pueblo debido a sus maravillosas vistas. Desde este pueblo puedes observar el pantano de La Viñuela y La Maroma.
Los turistas se pueden quedar a dormir en un hotel que hay llamado Las Orquídeas y un restaurante llamado el Charco.
También existen numerosas casas rurales tanto en el pueblo como en sus campos.

## Gastronomía
La gastronomía se basa en los platos de caza, que es abundante en la zona,  especialmente la carne. Hay un buen vino del terreno y tiene fama el ya nombrado aceite de los Romanes. Entre la repostería destacan los borrachuelos, los roscos de vino y manteca y las tortas de aceite.

## Festividades
El 15 de agosto es la festividad de la Virgen Milagrosa, patrona de Los Romanes. Acogerá citas tan populares como el Festival Flamenco o la tradicional procesión de la patrona por las calles del pueblo. Es de destacar, por último, la conservación de la tradición de los bailes de la paloma y de los verdiales de Viñuela y Romanes.

## Curiosidades
Actualmente en Los Romanes se han asentado muchos extranjeros, e incluso han creado una urbanización casi más grande que el pueblo entero, se llama Pueblo Ana Maria.